# Cinoxacină
Cinoxacina este un antibiotic, uneori clasificat ca un antibiotic chinolonic de generație 1. A fost retrasă de pe piață din Regatul Unit, SUA și din Uniunea Europeană.
Cinoxacina este un derivat de cinolină și 1,3-benzodioxol, similară din punct de vedere structural cu unele chinolone, precum sunt acidul oxolinic și acidul nalidixic.